# The Zombie Kids
The Zombie Kids es un grupo formado por Edgar Candel Kerri y Mbaka.
La formación se dio a conocer con Edgar Candel Kerri y Cumhur Jay, su debut en Rock in Rio (Lisboa 2010) y la publicación de su primer sencillo Face (2010), que consiguió gran éxito. El tema fue seleccionado para formar parte de la B.S.O de la película Tengo ganas de ti (película) o el spot de la cervecera mexicana Cerveza Indio. Su buena aceptación hizo que la discográfica Universal Music firmara un acuerdo con el grupo para grabar su primer disco y en la actualidad preparan el segundo.
Su música es ecléctica aunque manteniéndose siempre dentro del género de la música electrónica. Aun así, ellos mismos han declarado en varias entrevistas estar influenciados por muchos y distintos géneros musicales, como el punk, el soul, el metal o el rap.

## Historia
El grupo surgió cuando Edgar Candel Kerri (1979), músico y DJ barcelonés, conoció en la capital española a Cumhur Jay,  Músico y productor y componente en ese momento ( 1980 ) , poco más tarde, entablarían una gran amistad y empezarían a trabajar en remezclas y en producciones propias. Con la energía que desprendían en sus presentaciones en directo, comenzaron a destacar en el panorama español de la música dance.
Sin embargo, no fue hasta comienzos del verano de 2011 cuando su popularidad incrementó considerablemente. Tras varios lanzamientos en pequeños sellos independientes, la compañía discográfica Subterfuge se interesó en la banda y lanzó al mercado su sencillo Face, con la colaboración del cantante Aqeel, cuyo videoclip fue dirigido y realizado por Costa (MC). El éxito de este sencillo despertó el interés de la compañía Universal Music, la cual firmó un acuerdo con el grupo para lanzar su primer álbum, "The Zombie Kids", que salió a la venta el 27 de julio de 2012 tras dos sencillos previos, Live Forever 2012, rodado íntegramente en Guatemala, y Spanish Sauce Mafia (nombre compuesto como homenaje a los grupos de música electrónica Swedish House Mafia y Duck Sauce ). Ambos también fueron dirigidos y realizados por Costa y alcanzaron el número 1 de ventas en iTunes España. Durante el 2013 la formación ha incorporado Ambush como MC, la nueva voz de The Zombie Kids, y juntos han estrenado el proyecto TZK Radio, dónde han lanzado la preview de su nuevo tema My House is Your House. En 2014 han lanzado dos nuevos temas "Hotel Amor" y "Mad Turkey" vs. BoxinBox & Lionsize ft. MC Ambush. 
Diversos no 1 en iTunes España con hits como “Live Forever” , “Spanish Sauce Mafia”, “Face” o su más reciente colaboración con Costa en “Cristian Dior” dan fe de todo un trabajo de desarrollo de la música urbana y de baile en España.
Las actuaciones en directo de The Zombie Kids tienen fama por la gran energía que desprenden, así como por la sinergia que consiguen con su público. Este hecho les ha llevado a participar en muchos de los festivales del panorama musical actual (Rock in Rio Lisboa, Sonar, Marsattack Marsella, Strawberry Shangai, Storm Shagai, Globo México, Exyt Serbia, FIB, Bacardi triangle Puerto Rico, etc.), y siendo asiduos a las giras de Ultra Music Festival en todo Latinoamérica, TZK se ha convertido uno de los proyectos más representativos de una generación ecléctica y única que ha marcado la escena de la música electrónica y a toda una generación de jóvenes.
Enero del 2018 será la fecha elegida para el lanzamiento de su nuevo disco.

## Negocios
The Zombie Kids también fueron copropietarios del famoso club madrileño Zombie Club, en el cual se encuentra parte del origen de su éxito. A su vez, dirigían Zombie Studio, un colectivo en el que se englobaban varias actividades como el diseño, la moda o el arte.
Actualmente colaboran con la dirección del club de moda en Madrid, Chachá the Club.
También trabajan en Princesa 13, su propio sello y Machete su formación paralela.

## Discografía
| Álbum - 2012: The Zombie Kids Sencillos - «Face» (con Aqeel) - «Zumbiezed» - «Mamajuana Rock» (con GP BOYZ) - «Kiss mys Ass» (vs IKKI) - «Blow Money Fast» - «Drums of Death» - «Fire» (con Aqeel) - «My House Is Your House» (con Mc Ambush) - «Hotel Amor» - «Mad Turkey» (vs. BoxinBox & Lionsize ft. Mc Ambush) - «Christian Dior» (con Costa) - Justin Bieber - What do you mean (The Zombie Kids Remix) (2015) - «Face», «Live Forever» «Live Forever part II» «Fire» «Vampire» «Hype» (con Aqeel) - «Mamajuana Rock» «My Click» (con GP BOYZ) - «Insane» (con Rebecca Lander) - «Zombegz» (con Foreign Beggars) - «Early Moan» (con Raytack) - «Tonight» (con MC Ambush) - «Spanish Sauce Mafia» (con The Party Harders) - «Ocean» (con Bella Darling) |

## Premios

### MTV Europe Music Awards
- "The Zombie Kids" — Mejor Artista Español 2012: Ganadores

### Vicious Magazine
- "The Zombie Kids" — Mejor Artista Electro/Dubstep: Ganadores

### Rolling Stone magazine
- "The Zombie Kids" — Mejor Artista/ Grupo Emergente: Nominados